# Federazione cestistica del Senegal
La Fédération Sénégalaise de Basket-Ball è l'ente che controlla e organizza la pallacanestro in Senegal.
La federazione controlla inoltre la nazionale di pallacanestro del Senegal. Ha sede a Dakar e l'attuale presidente è Alioune Badara Diagne.
È affiliata alla FIBA dal 1962 e organizza il campionato di pallacanestro del Senegal.